# Preussia aemulans
Preussia aemulans är en svampart som först beskrevs av Rehm, och fick sitt nu gällande namn av Arx 1973. Preussia aemulans ingår i släktet Preussia och familjen Sporormiaceae.   Inga underarter finns listade i Catalogue of Life.